# Megalodontida
De Megalodontida zijn een orde van uitgestorven tweekleppigen.

## Taxonomie
De volgende taxa zijn bij de orde ingedeeld:
- Superfamilie: † Mecynodontoidea (Haffer, 1959)
- Superfamilie: † Megalodontoidea (Morris & Lycett, 1853)